# Subprefectura de Rumoi

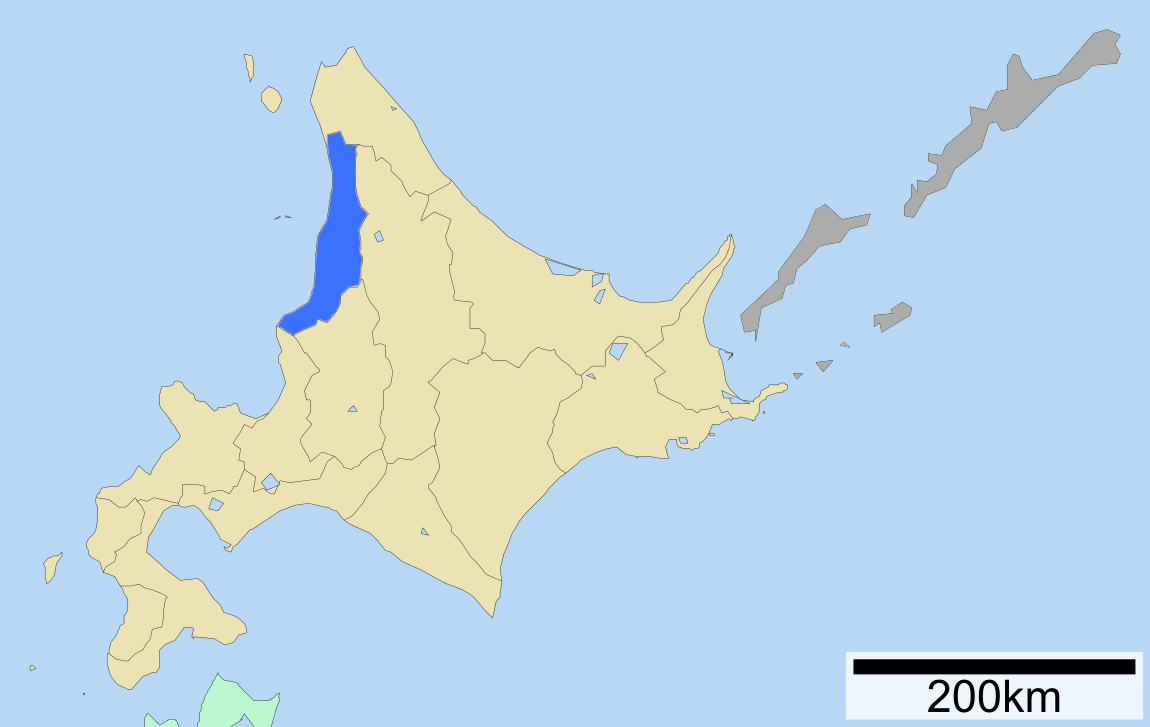
Subprefectura de Rumoi en Hokkaidō.

Rumoi (留萌振興局 Rumoi-shinkō-kyoku?) es una subprefectura de Hokkaidō, Japón.  En 2011 tenía una población estimada de 52 627 y una área de 4019.91 km².

## Ciudades
- Rumoi (capital)